# Johan Philip Koelman

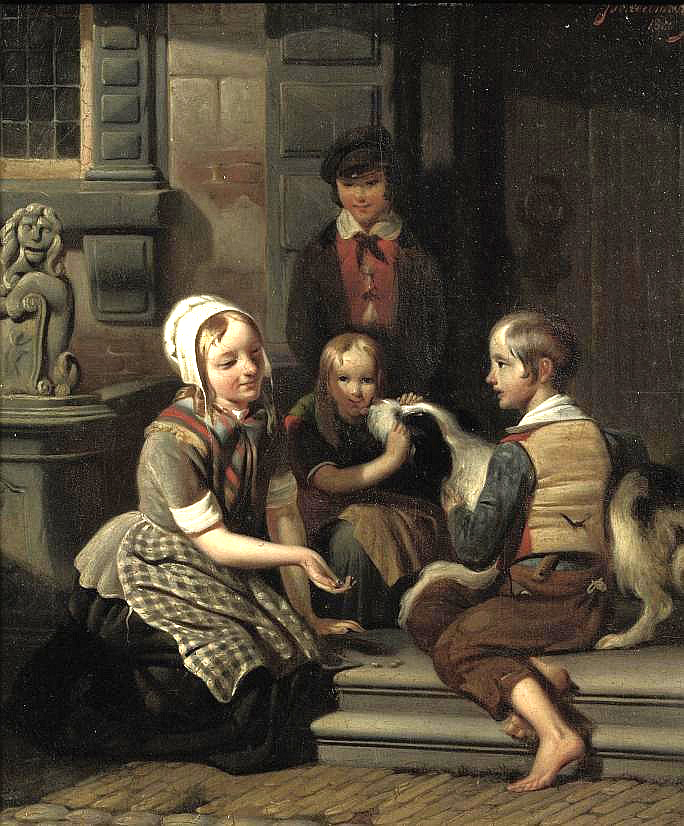
Straßenkinder

Johan Philip Koelman (* 10. März 1818 in Den Haag; † 16. Januar 1893 ebenda) war ein niederländischer Porträt- und Genremaler, Lithograf und Bildhauer sowie Kunstkritiker und Kunstpädagoge.
Koelman studierte von 1839 bis 1842 an der Koninklijke Academie van Beeldende Kunsten in Den Haag und bei Cornelis Kruseman.
Die Jahre von 1838 bis 1839 verbrachte er zusammen mit seinem Freund Adrianus Johannes Ehnle in Italien. Von 1844 bis 1857 war er erneut in Italien tätig. Er ließ er sich 1857 dauerhaft in Den Haag nieder, wurde seit 1870 Direktor der Haager Kunstakademie. Er signierte seine Werke „Philip Koelman“.
Neben der Porträt- und Genremalerei beschäftigte er sich mit der Lithografie. Er entwarf mehrere Denkmäler, wie den preisgekrönten Entwurf für ein Nationaldenkmal 1813, das Denkmal für den Herzog von Sachsen-Weimar in Lange Voorhout in Den Haag, das Denkmal für die Wassernymphe in Brielle und das Van-der-Werff-Denkmal in Leiden.
Koelman verfasste einige Bücher über die Kunstgeschichte.
Zu seinen Schülern gehörten u. a. Johannes Martinus Bach, Andries van den Berg, Etienne Marie Theodore Bosch, George Hendrik Breitner, Gerrit Willem Dijsselhof, Dirk Gerard Ezerman, Cornelia van der Hart, Jacob Huijbrecht Hollestelle, Edzard Koning, Jan Mesker, Johannes Abraham Mondt, Paul Rink, Willem de Zwart.
Koelman wurde zum Ritter des Ordens vom Niederländischen Löwen und des Ordens der Eichenkrone ernannt.